# Буркхард фон Алефелдт
Буркхард фон Алефелдт (на немски: Burchard von Ahlefeldt; * 4 октомври 1634 във Фленсбург; † 9 септември 1695) е благородник от род Алефелдт/Алефелд от Холщайн, камерхер, съветник, главен дрост на служба в Дания, датски граф на 7 май 1672 г., собственик на множество имения.
Той е син на дипломата и генерал Кай фон Алефелдт (1591 – 1670) и първата му съпруга Маргарета фон Рантцау (1605 – 1647), дъщеря на Марквард Рантцау (1571 – 1611) и Доротея фон Алефелдт (1586 – 1647).
Като млад Буркхард пътува през Европа. През 1663 г. той става камерхер на датската кралица София Амалия. През 1664 г. той е съветник в херцогствата Шлезвиг и Холщайн. През 1671 г. той става рицар на датския „Орден Данеброг“. Буркхард фон Алефелдт е издигнат на 7 май 1672 г. от крал Кристиан V от Дания и Норвегия като първият благородник от Холщайн на датски граф. Той основава до днес съществуващата графска линия „фон Алефелдт-Ешелсмарк“. На 18 октомври 1681 г. (до 1692) той става главен дрост на графствата Олденбург и Делменхорст. Понеже се разболява той се оттегля още през 1683 г. в именията си в Шлезвиг.
През 1672 г. той започва да продава части от собственостите си.

## Фамилия
Буркхард фон Алефелдт се жени на 13 март 1664 г. в Саксторф за Доротея Румор (* 20 август 1647; † 7 септември 1686), дъщеря на Ханс Румор (1606 – 1673) и Елизабет Алефелдт (1625 – 1653) . Те имат син:
- Кай Буркхард фон Алефелдт (* 13 август 1671; † 21 декември 1718), граф, женен 1700 г. за Шартота Амалия фон Холщайн (* 28 юли 1681; † 24 ноември 1752); имат син и дъщеря